# Fojtovice
Fojtovice (deutsch Voitsdorf) ist ein Ortsteil der Stadt Krupka in Tschechien.

## Geografische Lage
Voitsdorf ist ein Dorf im Norden der Tschechischen Republik. Es liegt 700 m n.m. hoch und grenzt an Fürstenau, Cínovec und Adolfov.
Zu Voitsdorf gehört das Ausflugsziel Komáří hůrka (Mückenberg), einer der höchsten Berge des böhmischen Osterzgebirges. Das auf dem Gipfel dieses Berges stehende Mückentürmchen ist vom Parkplatz in Fürstenau (am Zollhaus) über den Wanderübergang in etwa drei Kilometern zu erreichen. Vom Grenzübergang Zinnwald/Cínovec sind es entlang der Grenze etwa fünf Kilometer.

## Geschichte

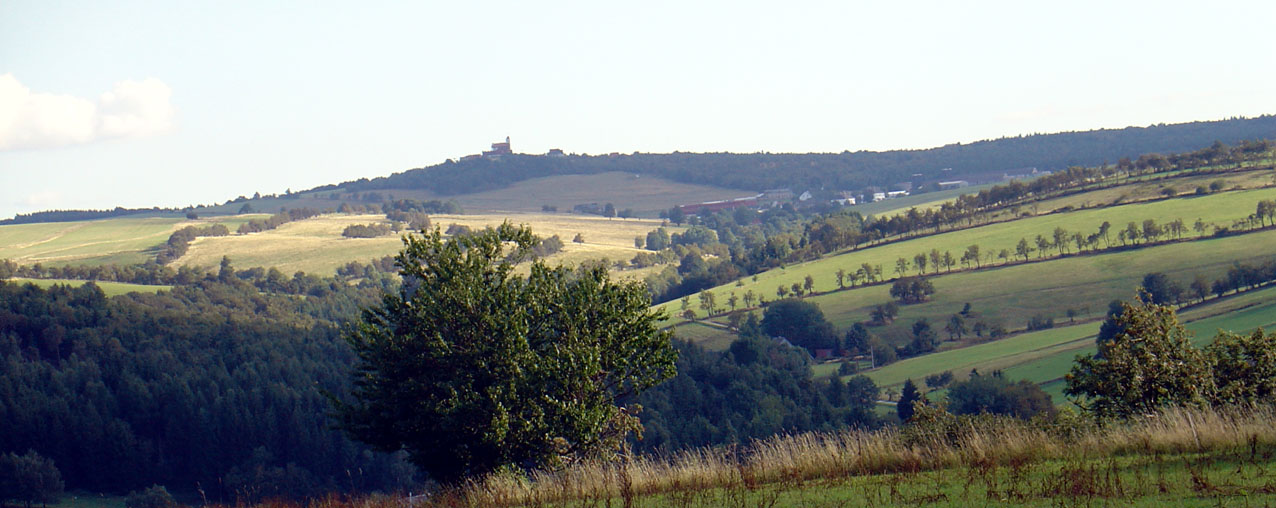
Blick auf den Mückenberg, Voitsdorf und Gottgetreu

Im 13. Jahrhundert wurde der Ort von Siedlern aus Bayern und Franken gegründet. 1836 errichtete man die Graupenbergstraße vom Mückenberg über Voitsdorf nach Müglitz und weiter nach Dresden. Ab 1880 etablierte sich die Hutproduktion, da sich der Zinnabbau nicht mehr lohnte. Drei Hutfabriken entstanden, die sich zusammenschlossen als Vereinigte Stroh- und Filzhutfabriken. Außerdem entstand noch eine Kartonagenfabrik. 1883 wurde im Ort eine Schule gebaut.

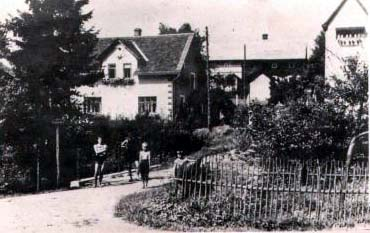
Ansicht um 1933

1912 wurde mit dem Bau einer Kirche begonnen, die jedoch erst 1933 fertiggestellt wurde. Diese Peter- und Paulskirche wurde 1958 von den Tschechen gesprengt. 1935 wurde die Freiwillige Feuerwehr mit einer Motorspritze ausgestattet und das Trafohaus wurde mit einem Hochspannungskabel verbunden. 1938 wurden die Buslinien nach Teplice und nach Lauenstein eröffnet. Bis dahin musste die Bevölkerung zu den nächstgelegenen Bahnhöfen in Mariaschein oder Lauenstein laufen.

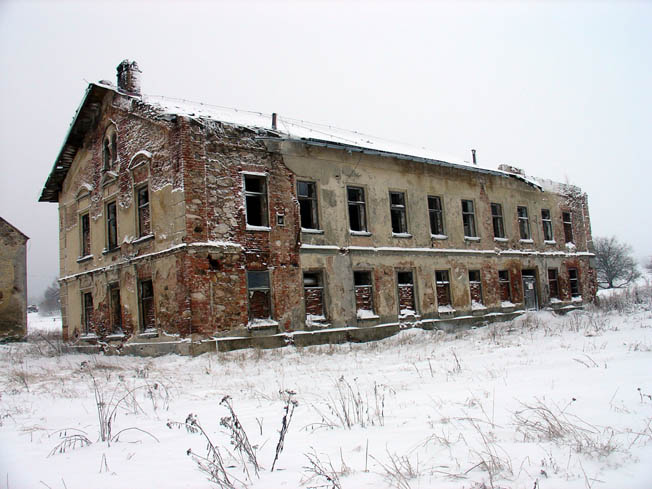
Ehemalige Stroh- und Filzhutfabrik J. Rosenkranz im Jahre 2004 (erbaut 1880, abgebrochen 2008)

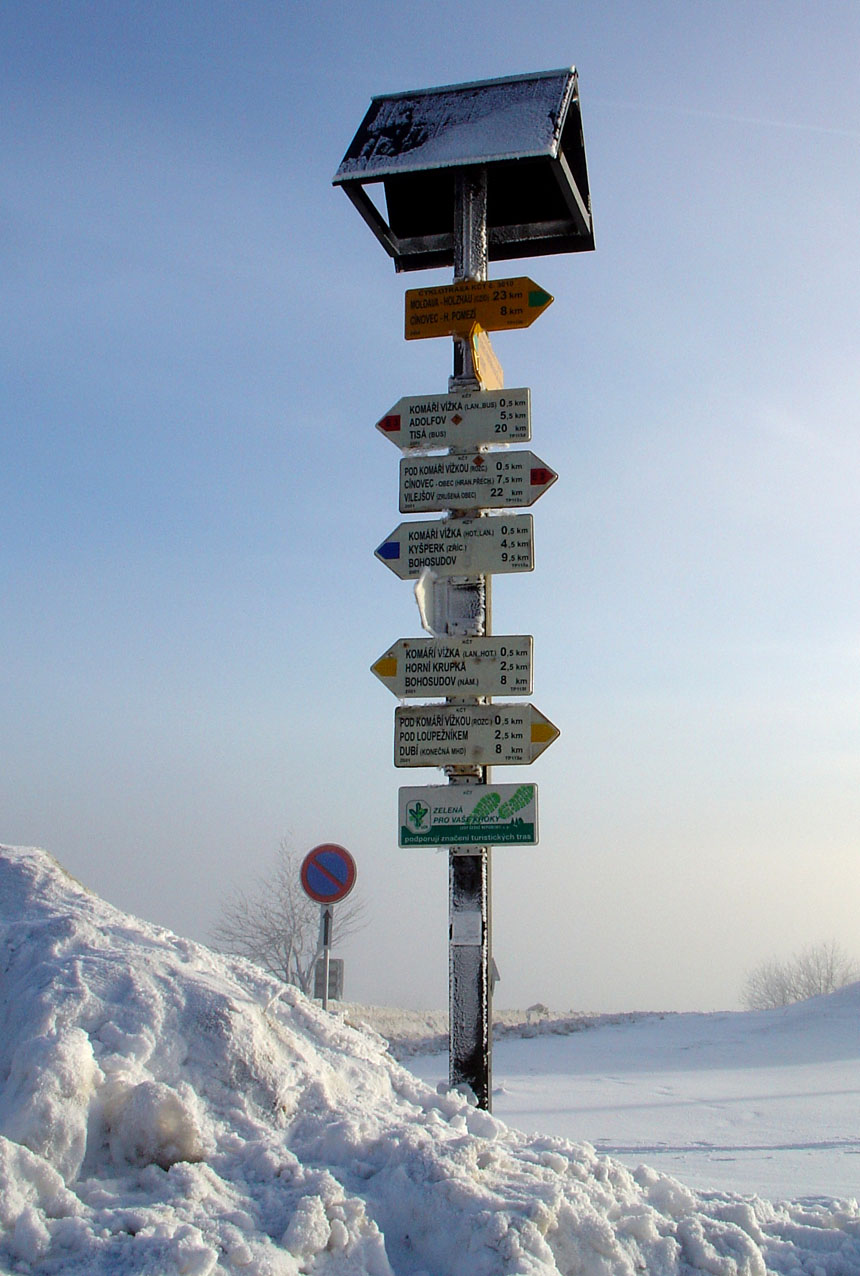
Wegweiser am Fuß des Mückentürmchens

Nach dem Zweiten Weltkrieg wurden die meisten Einwohner – fast ausschließlich Deutschböhmen – auf Grundlage der Benesch-Dekrete vertrieben, das unbewohnte Dorf weitgehend aufgegeben. Die meisten Häuser wurden abgebrochen, darunter fast alle aus dem alten Ortskern, und die Steine als Baumaterial in die Slowakei abtransportiert. Einige wenige Häuser blieben erhalten und dienen zusammen mit zwei neugebauten Wohnblocks einigen aus dem Landesinneren umgesiedelten Roma als Unterkunft.
Vor der Zerstörung des Ortes gab es 136 Häuser, in denen 820 Einwohner lebten, es gab ein Postamt mit Fernsprechanschluss nach Teplice, eine Bank und ein Bürgermeisteramt. Weiterhin gab es im Ort 4 Wasserradmühlen, 1 Schmiede, 6 Gasthäuser, 2 Bäcker, 5 Kaufläden, 2 Textilgeschäfte, 3 Fleischer und 20 Brücken über den Müglitzbach.
1991 hatte der Ort 72 Einwohner. Im Jahre 2001 bestand das Dorf aus 14 Häusern, in denen 95 Menschen lebten. Im Jahr 2006 wurde eine „Gemeinschaft für Wiederaufbau des Dorfes Voitsdorf“ gegründet.

## Sehenswürdigkeiten
- Touristischer Zinnweg, beginnend beim städtischen Museum Krupka, über die Burg Krupka zum Bergbaumuseum Alter Martin (Starý Martin), weiter auf den Berg Komáří vížka, mit einem Blick auf České středohoří, bergabwärts über die Kapelle des hl. Wolfgang (kaple sv. Wolfganga) über den Wanderübergang nach Fürstenau, wo er auf der deutschen Seite weiter führt.

- Eine Ausstellung in einem bäuerlich hergerichteten Pferdestall über die Geschichte des Ortes, mit einer umfangreichen Bildersammlung des ehemaligen Voitsdorf.

### Regelmäßige Veranstaltungen
- Der Voitsdorfer Weihnachtsmarkt, erstmals am 16. und 17. Dezember 2006